# Muerte de Esther Dingley

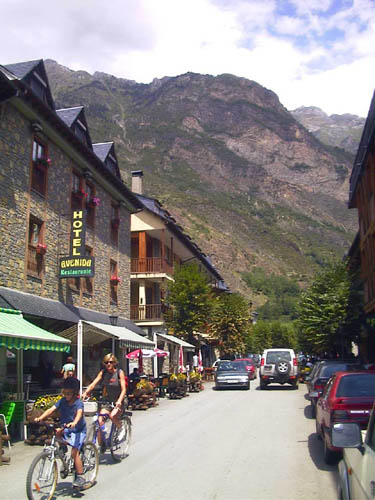
Benasque, en el Pirineo aragonés, fue el último lugar donde se vio a Esther Dingley.

Maria Esther Dingley (Durham, 15 de septiembre de 1983 - fallecida en momento indeterminado a finales de 2020) fue una mujer de nacionalidad británica que desapareció en los Pirineos en noviembre de 2020. El 23 de julio de 2021, unos montañeros encontraron parte del cráneo de Dingley. El 9 de agosto de ese mismo año, su pareja Daniel Colegate encontró sus otros restos.

## Trasfondo
Esther, originaria de la ciudad inglesa de Durham, capital del condado homónimo, era una persona habituada a las marchas y al senderismo desde 2014, cuando comenzó sus andaduras atravesando Europa junto a su compañero sentimental Dan Colegate, dejando testimonio de sus rutas y aventuras en un blog y en sus redes sociales. Comenzaron el viaje a los Pirineos apenas un mes después de una operación quirúrgica que tuvo a Colegate al borde de la muerte.

## Desaparición
Había estado viajando en solitario durante un mes mientras su pareja se quedaba en Gascuña. La última vez que se puso en contacto con él fue a través de la aplicación de WhatsApp el 22 de noviembre de 2020 mientras estaba en la cima del pico Salvaguardia (en francés Pic de Sauvegarde), que además es compartida como frontera por España y Francia. El día anterior había caminado desde Benasque, en la provincia de Huesca (España), y había planeado pasar la noche en el refugio de Vénasque, ya en suelo francés. Fue reportada como desaparecida el 25 de noviembre, el día en que debía regresar de su viaje en solitario.
La Unidad de Montaña de la Gendarmería francesa confirmó pocas horas después de su último rastro que estaban buscando evidencias del paradero de Dingley. Se desplegaron equipos de búsqueda y un helicóptero para buscarla. Su pareja se trasladó hasta Bagnères-de-Luchon, donde quedó instalado el centro de mando, para participar en las batidas de búsqueda. A través de la página de Facebook que la pareja tenían en común en la red social, el 1 de diciembre mostró su miedo por la desaparición y las dudas de que no estuvieran en la zona idónea para buscarla.

Sin resultado día tras día, teniendo en cuenta el alto nivel de experiencia de Esther, la naturaleza del terreno, el buen tiempo que ha tenido, el hecho de que tenía una ruta claramente definida para el domingo por la noche y el lunes, y varios otros factores, ambos coordinadores de búsqueda básicamente me han dicho que aunque nunca pueden estar 100% seguros, la opinión predominante en los equipos de búsqueda es que ella no está allí.

Pasados varios días, ya en diciembre, una testigo afirmó haber visto a alguien durmiendo en la caravana perteneciente a Esther Dingley, una Fiat Chausson, diez días después de su desaparición.
También en el mes de diciembre, las autoridades anunciaron que la búsqueda quedaba suspendida debido a las fuertes nevadas. Las circunstancias atmosféricas en el Pirineo aragonés, añadido a la situación de emergencia por la pandemia de coronavirus, ralentizó la búsqueda de Esther Dingley, paralizada en varios tramos por la nieve, postergando nuevas batidas a la primavera. Otras hipótesis lanzaron la teoría de que pudo tener un accidente en la montaña, en alguna ruta o tramo de hielo, y quedó sepultada bajo este; además, la policía, como la familia de la mujer, no descartó un hipotético secuestro.

## Descubrimiento del cuerpo
En febrero de 2021, Colegate dijo que estaba convencido de que Dingley había sido secuestrada "contra su voluntad" y que "alguien más estaba involucrado". También sugirió que Dingley podría haber sido asesinada por cazadores furtivos.
En la primavera y principios del verano de 2021, la búsqueda de Dingley en los Pirineos fue reanudada tanto por Colegate solo como por las autoridades francesas y españolas.
Alrededor del 23 de julio de 2021, se encontraron restos humanos cerca del camino debajo del Port de la Glère, un paso de montaña a pocos kilómetros al oeste de donde Dingley fue vista por última vez. El 30 de julio, luego de realizarse pruebas de ADN, se confirmaron que los restos, parte de un cráneo humano, eran de Dingley. El 9 de agosto de 2021, Colegate localizó el resto de su cuerpo en una zona de difícil acceso.
El 13 de agosto de 2021, el equipo de investigación anunció que se creía que la muerte de Dingley se debió a una caída accidental, aunque las investigaciones en ese momento aún estaban en curso.
El 1 de octubre de 2021, Colegate emitió una declaración final en la página de Facebook de la pareja de que Dingley había sido enterrada, agradeciendo al público por su apoyo.